# Abdul Rahman Al Ghafiqi
Abdul Rahman Al Ghafiqi (arapski: عبد الرحمن الغافقي) (? – 732.), poznat i kao Abd er Rahman, Abdderrahman, Abderame, i Abd el-Rahman bio je omejidski arapski guverner al-Andalusa poznat po velikom pohodu na današnju Francusku koji je 10. listopada 732. rezultirao velikom bitkom kod Poitiersa gdje ga je porazio franački majordom Karlo Martel i u kojoj je poginuo. Njegovo puno ime je bilo Abu Said Abdul Rahman ibn Abdullah ibn Bishr ibn Al Sarem Al 'Aki Al Ghafiqi.